# パーソルテンプスタッフカメイ
パーソルテンプスタッフカメイ株式会社（英文表記：PERSOL TEMPSTAFF KAMEI CO.,LTD.）は、宮城県仙台市青葉区に本社を持つ労働者派遣会社。

## 概要
カメイとテンプスタッフ（現・パーソルテンプスタッフ）との合弁による労働者派遣会社として設立される。このため東北6県において、パーソルテンプスタッフは直営での事業展開は行っていない。

## 沿革
- 1988年（昭和63年）11月 - テンプスタッフ・カメイ株式会社設立。
- 2015年（平成27年）8月 - 株式会社インテリジェンス（現・パーソルキャリア）から東北での派遣事業を譲受[1]。
- 2018年（平成30年）4月 - パーソルテンプスタッフカメイ株式会社に商号変更。